# Peso

Pays qui ont précédemment utilisé une devise nommée peso.

Le peso (de l'espagnol : peso) ($) est le nom de plusieurs monnaies de cours légal dans sept pays d'Amérique (Argentine, Chili, Colombie, Cuba, République dominicaine, Mexique, Uruguay) et aux Philippines, qui ont différentes valeurs. Son origine remonte à la réforme monétaire espagnole de 1497, qui crée entre autres monnaies, la pièce de huit réaux appelée aussi peso fuerte.

## Histoire
La monnaie de 8 réaux (la pièce de huit) qui a eu cours partout dans le monde durant l'époque coloniale espagnole était appelée par les populations sud-américaines peso (« poids » et « peso » en français). Le peso deviendra par la suite l'unité monétaire de beaucoup de pays, en remplacement du réal colonial.
Le « poids » en Espagne est une monnaie de compte fort ordinaire. Dix mille poids d'Espagne valent douze mille ducats. Ils l'appellent peso dit le Dictionnaire de Trévoux (Édition lorraine, Nancy, 1738-1742).

## Unités monétaires actuelles
- peso argentin (ISO 4217: ARS)
- peso chilien (CLP)
- peso colombien (COP)
- peso cubain (CUP)
- peso cubain convertible (CUC)
- peso dominicain (DOP)
- peso mexicain (MXN)
- peso philippin (PHP)
- peso uruguayen (UYU)

La gourde (HTG) – la monnaie haïtienne – tire son nom du peso gordo ou  « piastre forte », la pièce de huit dite « colonnaire » produite de 1732 à 1771.
Le peso andin est l'unité de compte de la Communauté andine.

## Unités monétaires obsolètes
Le peso fut la monnaie de :
- Bolivie, entre 1963 et 1988 ; la Bolivie remplaça en 1990 le peso bolivien (BOP) par le boliviano (BOB) ;
- Costa Rica, entre 1821 et 1896 ;
- El Salvador, entre 1877 et 1919 ;
- Guatemala, jusque 1925 ; remplacée par le Quezetal[Quoi ?] (GTQ);
- Guinée-Bissau, entre 1975 et 1997 ; la Guinée-Bissau utilisa, dès l'indépendance au 1er mai 1997, le peso bissau-guinéen (GWP), avant d'entrer dans la zone franc en adoptant le franc CFA de la BCEAO (XOF) ;
- Honduras – le peso hondurien – entre 1862 et 1931 ;
- Nicaragua, entre 1878 et 1912 ;
- Paraguay, entre 1856 et 1944 ;
- Puerto Rico, entre 1812 et 1898 ;
- Venezuela, entre 1811 et 1874 ;
- Équateur – le peso équatorien – jusqu'en 1884. Remplacé par le sucre, lui-même obsolète depuis 2000. Et remplacé par le Dollar américain et centavo de dollar équatorien.

## Nouvelles unités monétaires
Depuis l'indépendance des colonies espagnoles beaucoup de pays ont opté pour leur propre nom de monnaie :
- Bolívar au Venezuela ;
- Boliviano en Bolivie ;
- Colón au Costa Rica ;
- Dollar des États-Unis en Equateur
- Córdoba au Nicaragua ;
- Guaraní au Paraguay ;
- Lempira au Honduras ;
- Quetzal au Guatemala ;
- Nuevo sol au Pérou.